# 앤서니 인그루버
앤서니 인그루버(Anthony Ingruber, 1990년 2월 5일 ~ )는 오스트레일리아의 배우이다.

## 출연 작품
- 아델라인 : 멈춰진 시간 (2015)
- 아발론 하이 (2010)